# 1986年アジア競技大会
1986年アジア競技大会(1986ねんアジアきょうぎたいかい、10th Asian Games Seoul 1986)は、大韓民国のソウル特別市で行われた第10回アジア競技大会である。
第1回から第9回までのアジア競技大会は、大会ごとに本部が設置されるアジア競技連盟(AGF）が主催していたが、このソウルでの第10回大会以降は1982年に設置されたアジアオリンピック評議会（OCA）の主催となった。OCAにはイスラエルは加盟しなかったため、この大会以前はたびたび問題となったイスラエル招待問題が解消した。
また、北朝鮮、アフガニスタン、カンボジア、ブルネイ、モンゴル、ビルマ、南イエメン、シリア、ベトナムは政治的理由などでボイコットした。
ソウルオリンピックを2年後に控えたプレ大会の位置づけとして開催され、競技施設はオリンピックのために用意されたものが使用された。地元開催となった韓国がメダル数では1位、金メダル数も次回の大会開催国である中華人民共和国に次ぐ2位になった。
柔道競技、テコンドー競技、女子サイクリング競技、女子射撃競技が初実施された。
室伏重信は1970年の第6回大会から5大会連続でハンマー投げ競技で金メダルを獲得した。陸上競技ではインドのP・T・ウシャが4つの金メダルと銀メダル1つを獲得。
一部の競技において開催国である韓国有利の判定が相次ぎ、バドミントン競技では中国の監督がコートに乱入して判定に抗議する騒動が発生した。

## 参加国・地域
| - バーレーン - バングラデシュ - ブータン - 中国 - 香港 - インド - インドネシア - イラン - イラク | - 日本 - ヨルダン - クウェート - レバノン - マレーシア - モルディブ - ネパール - 北イエメン - オマーン | - パキスタン - フィリピン - カタール - サウジアラビア - シンガポール - 韓国 - スリランカ - タイ - アラブ首長国連邦 |

### 参加国・地域人数
| IOC | 参加国・地域 | 人数 |
| --- | ------------ | ---- |

## 実施競技
- アーチェリー
- 陸上競技（詳細）
- バドミントン
- バスケットボール（詳細）
- ボウリング
- ボクシング（詳細）
- 自転車競技
- 飛込競技
- 馬術競技
- フェンシング
- ホッケー
- サッカー（詳細）
- ゴルフ
- 体操競技
- ハンドボール
- 柔道（詳細）
- ボート競技
- セーリング
- 射撃競技
- 競泳
- 卓球（詳細）
- テコンドー
- テニス
- バレーボール
- 水球
- ウエイトリフティング
- レスリング

## 各国・地域の獲得メダル数
| 順 | 国・地域       | 金  | 銀  | 銅  | 計  |
| -- | -------------- | --- | --- | --- | --- |
| 1  | 中国           | 94  | 82  | 46  | 222 |
| 2  | 韓国           | 93  | 55  | 76  | 224 |
| 3  | 日本           | 58  | 76  | 77  | 211 |
| 4  | イラン         | 6   | 6   | 10  | 22  |
| 5  | インド         | 5   | 9   | 23  | 37  |
| 6  | フィリピン     | 4   | 5   | 9   | 18  |
| 7  | タイ           | 3   | 10  | 13  | 26  |
| 8  | パキスタン     | 2   | 3   | 4   | 9   |
| 9  | インドネシア   | 1   | 5   | 4   | 10  |
| 10 | 香港           | 1   | 1   | 3   | 5   |
| 11 | カタール       | 1   |     | 3   | 4   |
| 12 | レバノン       | 1   |     | 1   | 2   |
| 13 | バーレーン     | 1   |     | 1   | 2   |
| 14 | マレーシア     |     | 5   | 5   | 10  |
| 15 | イラク         |     | 5   | 2   | 7   |
| 16 | ヨルダン       |     | 3   | 1   | 4   |
| 17 | クウェート     |     | 1   | 7   | 8   |
| 18 | シンガポール   |     | 1   | 4   | 5   |
| 19 | サウジアラビア |     | 1   |     | 1   |
| 20 | ネパール       |     |     | 8   | 8   |
| 21 | バングラデシュ |     |     | 1   | 1   |
| 22 | オマーン       |     |     | 1   | 1   |
|    | 合計           | 270 | 268 | 299 | 837 |